# Guerlédan
Guerlédan ist eine französische Gemeinde mit 2528 Einwohnern (Stand 1. Januar 2022) im Département Côtes-d’Armor in der Bretagne. Sie ist der Hauptort (Chef-lieu) des Wahlkreises Kanton Guerlédan. Sie entstand als Commune nouvelle durch ein Dekret vom 30. August 2016 mit Wirkung vom 1. Januar 2017, indem die bisherigen Gemeinden Mûr-de-Bretagne und Saint-Guen zusammengelegt wurden. Diese sind seither Communes déléguées. Mûr-de-Bretagne ist der Hauptort (Chef-lieu).

## Gemeindegliederung
| Ortsteil                            | ehemaliger INSEE-Code | Fläche (km²) | Höhenlage (m) | Einwohnerzahl (2016) |
| ----------------------------------- | --------------------- | ------------ | ------------- | -------------------- |
| Mûr-de-Bretagne (Verwaltungssitz)00 | 22158                 | 29,80        | 69–290        | 2017                 |
| Saint-Guen                          | 22298                 | 17,95        | 119–232       | .0429                |

## Geographie
Die Nachbargemeinden sind Caurel im Nordwesten, Saint-Gilles-Vieux-Marché und Le Quillio im Norden, Saint-Connec im Nordosten, Saint-Caradec im Osten, Kergrist und Neulliac im Süden sowie Saint-Aignan im Westen.

## Geschichte
Im Jahr 1929 ging in Guerlédan ein Wasserkraftwerk in Betrieb. Lac de Guerlédan heißt der Stausee, der auf die Gemeinden Guerlédan, Saint-Aignan, Sainte-Brigitte, Bon Repos sur Blavet und Caurel verteilt ist und vom Blavet durchflossen wird.